# Gras-Kernpilz
Der Gras-Kernpilz (Epichloe typhina) ist ein endophytischer Pilz aus der Gruppe der Schlauchpilze (Ascomyceten).

## Merkmale
Auf den befallenen Gräsern bildet sich um den Halm herum ein weißliches, bis zu 5 cm langes Stroma, auf dem sich hellgelbe birnenförmige Perithecien mit kurzem Hals bilden: Diese sind dicht gedrängt (103 ±5 pro mm²). Dadurch erhält die Oberfläche ein körnig-raues Aussehen. Die Asci werden 163 × 6,9 µm groß und enthalten acht fädige Ascosporen. Diese sind 176 µm × 1,6 µm groß mit 6–9 Septen. Bei Reife werden sie als ganzes ausgestoßen.

## Artabgrenzung
Mehrere Arten sehen ähnlich aus, unterscheiden sich aber vor allem im Wirt. Während Epichloe typhina vor allem auf Gewöhnlichem Knäuelgras vorkommt, kommt Epichloe clarkii auf Wolligem Honiggras vor, und Epichloe baconii auf Rotem Straußgras. Wichtiges Unterscheidungsmerkmal ist zudem, dass bei beiden Arten im Gegensatz zu Epichloe typhina bei der Reife die Ascosporen in Teilsporen zerfallen. Bei Epichloe baconii sind diese nur noch einfach septiert, bei Epichloe clarkii aber vielfach.

## Ökologie
Als Wirte dienen dem Gras-Kernpilz mehr als 50 verschiedene Gräser aus der Familie der Süßgräser (Poaceae). Allerdings wird die Art heute in mehrere Arten aufgespalten (siehe Artabgrenzung). Der Pilz kann die Entwicklung der Blüten beeinflussen und führt zu verstärkter Halmbildung und Halmverlängerung.
Von den Hyphen ernähren sich Blumenfliegen der Gattung Botanophila. Die Konidien passieren dabei ihren Verdauungstrakt und werden so verbreitet. 
Die Infektion ist systemisch, der Pilz kann in allen Teilen der Wirtspflanze, mit Ausnahme der Wurzeln nachgewiesen werden.

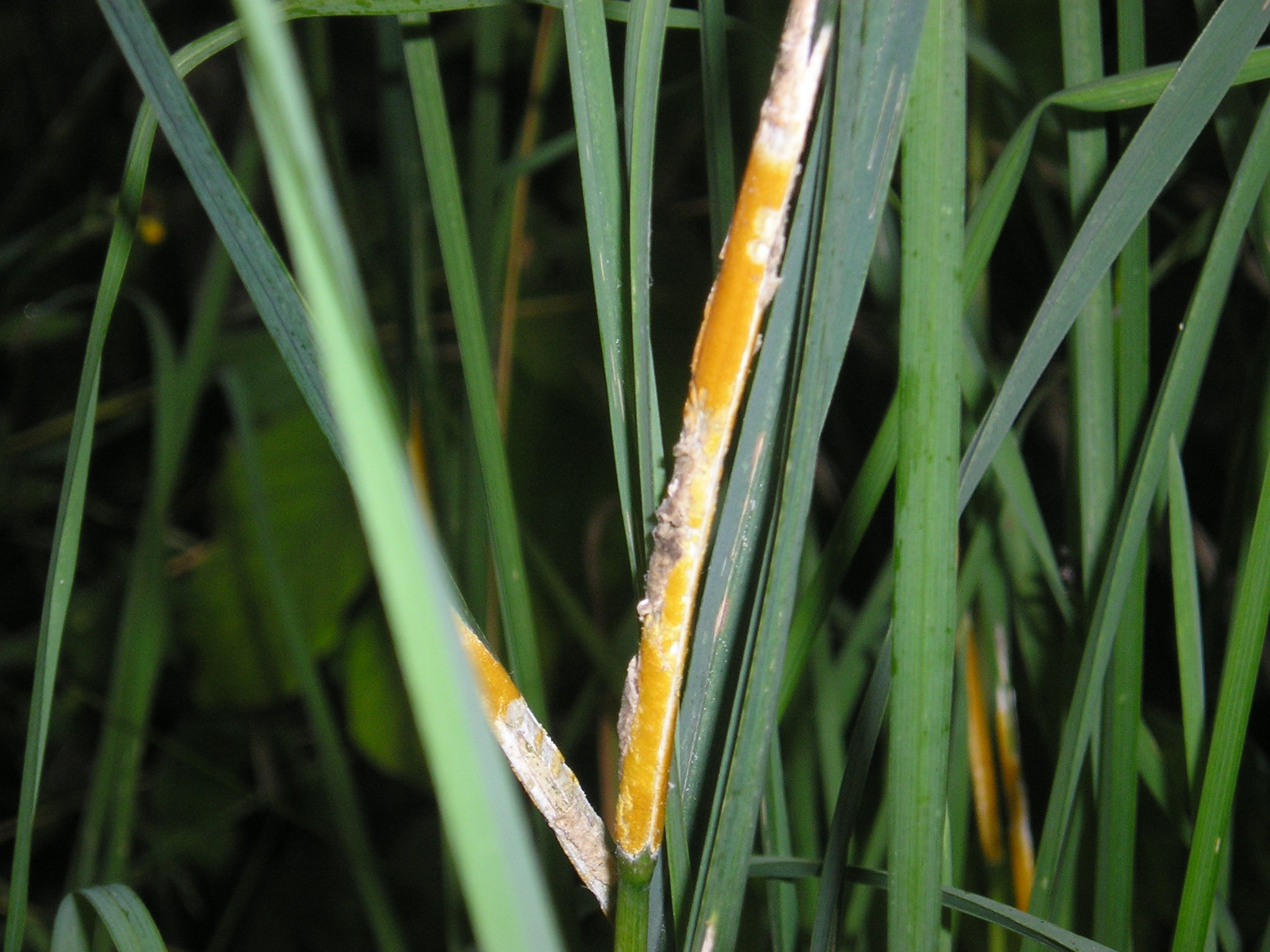
Befallenes Knäuelgras mit den orangen Perithecien

Der Gras-Kernpilz wächst hauptsächlich interzellulär in allen Geweben und überdauert in den Wirtspflanzen und verursacht meist mehrere Jahre keine sichtbaren Symptome. Wenn der Befall sichtbar wird, bildet sich zunächst ein weißes Stroma im Bereich der Blattscheide über einem Blattknoten. Innerhalb dieses Stromas kommt es dann zur Bildung von Konidien. Mit fortschreitendem Alter werden dann gelb-orange Perithecien gebildet. Das Ausmaß des Befalls kann bei verschiedenen Süßgräsern sehr unterschiedlich ausfallen. Das Gewöhnliche Knäuelgras, das Wiesen-Lieschgras und das Hain-Rispengras sind besonders anfällig. Die befallenen Pflanzen blühen meist nicht.

## Verbreitung
Die Verbreitung des Gras-Kernpilzes ist auf die Nordhemisphäre beschränkt. Man findet ihn in Asien, Europa und Nordamerika.

## Bedeutung
In manchen Jahren kann der Pilz an bestimmten Standorten beträchtliche Schäden an Gräsern verursachen, vor allem bei Gräsern, die zur Gewinnung von Samen kultiviert werden, kann es zu großen Einbußen der Produktionsmenge kommen. Da der Pilz auch im Samen auftritt, kann eine Kontaminierung von Saatgut zum Problem werden. Allerdings produziert der Gras-Kernpilz auch Alkaloide, die toxisch für Weidevieh und pflanzenfressende Insekten sind. So kann die Pflanze durchaus von dem Pilz profitieren. Es besteht dadurch ein Mutualismus.